# Punca

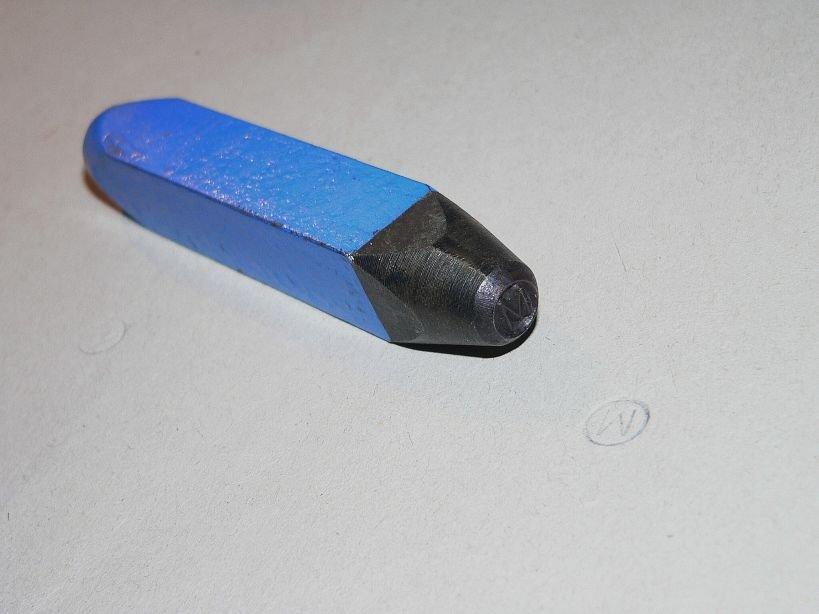
Punca stalowa z wygrawerowaną na głowicy literą (M)

Punca (niem. Punze) – stalowe narzędzie złotnicze i cyzelerskie, przez uderzanie młotkiem służące do wykonywania zagłębień oraz opracowywania faktury wyrobów metalowych. 
Ma kształt pręta o odpowiednio do zamierzonego przeznaczenia ukształtowanej hartowanej głowicy. Szczególnym typem puncy są punce z wygrawerowanym na głowicy znakiem złotniczym, oraz punce probiercze z wygrawerowanymi znakami probierczymi określającymi próbę kruszcu.
Punce mincerskie były wykonane w formie stempla, służąc niegdyś do wybijania monet. Ich głowica była wygrawerowana w postaci negatywu wizerunku przedstawianego na bitej monecie. Innym zastosowaniem menniczym są kontrasygnatury (kontrmarki) jako sposób na zalegalizowanie obiegu obcej monety w innym kraju lub jako element walki politycznej z oficjalnym ustrojem (rządem).

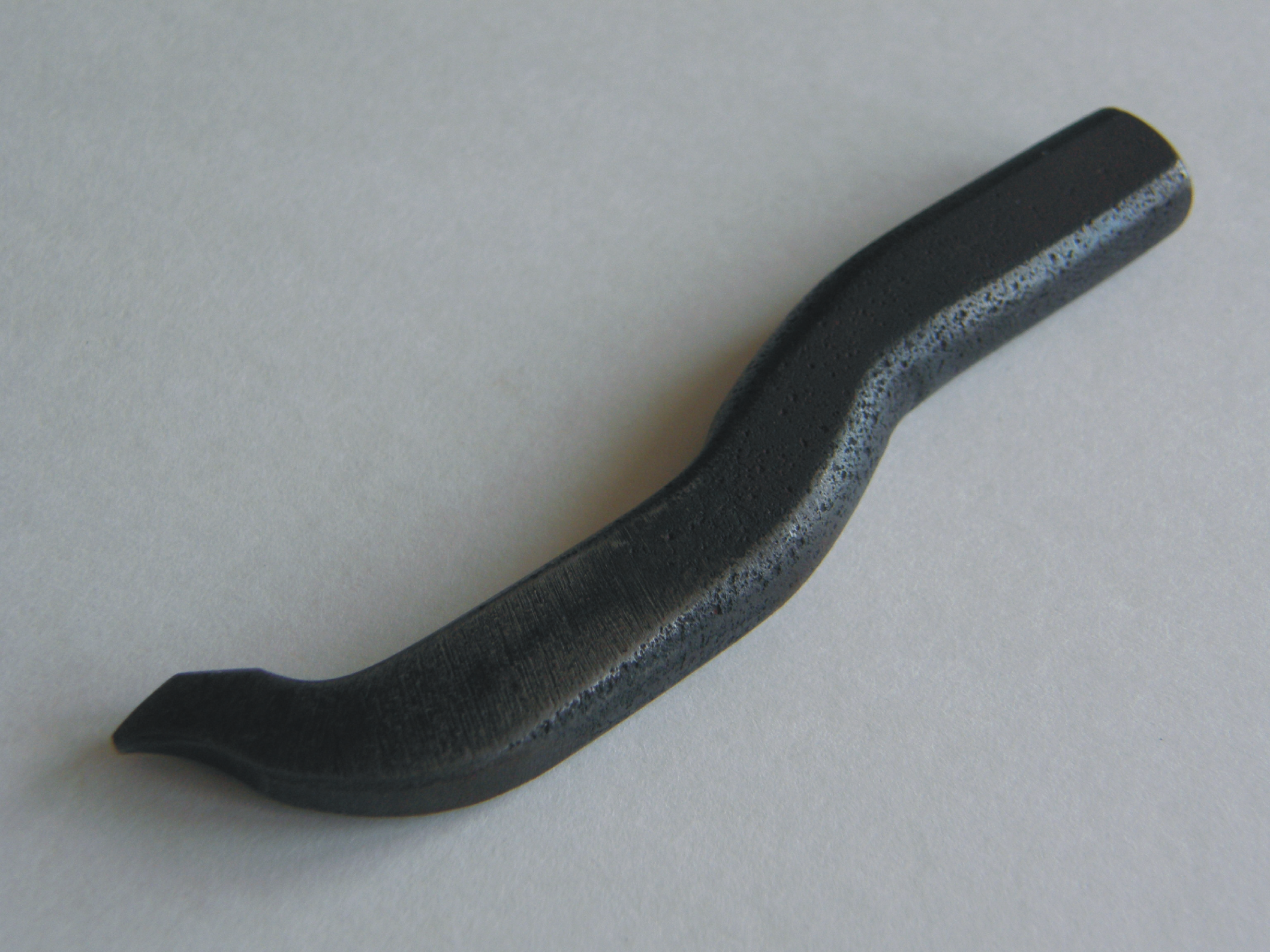
Punca stalowa stosowana w jubilerstwie i złotnictwie z wygrawerowanym na głowicy znakiem złotnika

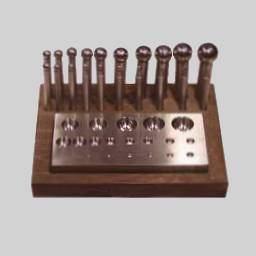
Zestaw punc kulowych

## Typy narzędzia
- Punce kulowe
- Punce cyzelerskie
- Punce do fazowania
- Punce stemplowe
- Punce ze znakiem firmy – imiennik
- Punce matujące i moletujące
- Punce perełkowe (służące przy oprawie brylantów) – kornajzin
- Punce probiercze